# Инчукалнс
И́нчукалнс (латыш. Inčukalns; до 1918 — Хинценберг, нем. Hinzenberg) — населённый пункт («крупное село», латыш. lielciems) в Латвии, административный центр Инчукалнской волости Сигулдского края. Расположено на железнодорожной линии Рига — Лугажи, примерно в 40 км к северо-востоку от Риги. По состоянию на 2022 год, население Инчукалнса составляло 2058 человек.

## История
Село сформировалось вокруг усадьбы Хинценберг. Экономический подъём начался в 1880-х годах, после того, как в Хинценберге построили станцию Псковско-Рижской железной дороги.
С 25 декабря 1918 года по 1 января 1919 года происходили бои за Инчукалнс между прибалтийским ландесвером и Красной армией, закончившиеся победой красноармейцев.
В советский период село расширилось благодаря созданию промышленных предприятий и зверофермы. В 1960—1970-х годах рядом с Инчукалнсом было построено подземное газохранилище.
С 2009 по 2021 год Инчукалнс являлся административным центром Инчукалнского края.

## Современность
В Инчукалнсе расположены органы местной власти, начальная школа, музыкальная школа, детский сад, народный дом, библиотека, спортивный комплекс с бассейном.
Инчукалнс также является транспортным узлом. Автобусные маршруты связывают его с Ригой, Сигулдой и Саулкрасты, осуществляется пригородное железнодорожное сообщение.

### Экология
Инчукалнские гудронные пруды, созданные в 1950-х годах, считаются самым загрязнённым местом в Латвии. Это бывшие песчаные карьеры, в которые около тридцати лет сливали сернистый гудрон с рижских химических предприятий. Крупнейшим загрязнителем окружающей среды являлся Рижский нефтеперерабатывающий завод на Саркандаугаве. В общей сложности в двух прудах находится около 50 тыс. кубометров смеси гудрона с песком, который, поскольку дно не изолировано, просачивается вглубь. Глубина загрязнения оценивается в 70-90 метров.
В настоящее время ведутся работы по санации прудов.